# 1198
1198 (MCXCVIII) a fost un an al calendarului iulian.

## Evenimente
- 2 februarie: Cruciații germani renunță la asediul asupra fortăreței Toron.
- 5 martie: Adunarea de la Accra; Ordinul teutonic este transformat în ordin militar.
- 6 martie: Filip de Suabia, din familia Hohenstaufen, este ales rege al Germaniei.
- 9 iunie: Partida guelfilor numește pe Otto de Braunschweig ca rege al Germaniei; începe războiul civil din Germania; papa Inocențiu al III-lea intervine de partea lui Otto și împotriva lui Filip de Suabia.
- 1 iulie: Armistițiu încheiat între sultanul al-Adel al Damascului și cruciați, pe o durată de 5 ani și 8 luni.
- 12 iulie: Otto de Braunschweig se încoronează la Aachen ca rege romano-german.
- 14 iulie: Genovezii obțin privilegii comerciale și dreptul de a utiliza un fondacco și o biserică proprie în Antiohia; începe stabilirea așezărilor negustorești italiene în Levant.
- 15 august: Odată cu alegerea lui Ottokar I ca rege, Boemia devine regat ereditar în cadrul familiei de Przemysl.
- 8 septembrie: Filip de Suabia este încoronat la Mainz ca rege romano-german, în concurență cu Otto de Braunschweig.
- 28 septembrie: Regele Richard Inimă de Leu al Angliei obține victoria asupra regelui Filip August al Franței la Courcelles-les-Gisors, în apropiere de Beauvais; Filip pierde Aire și Saint-Omer.
- 27 noiembrie: La moartea regentei Constance, regele Frederic al Siciliei trece sub tutela papei Inocențiu al III-lea.

### Nedatate
- martie: Ultimii participanți germani la cruciadă revin în Europa.
- iulie: Regele Filip August al Franței permite evreilor să revină în Franța.
- august: Papa Inocențiu al III-lea lansează apelul pentru o nouă cruciadă. Cruciada a patra este propovăduită de către legatul papal Pietro Capuano și de Foulques de Neuilly.
- noiembrie: Veneția obține o lărgire a privilegiilor sale comerciale în Imperiul bizantin.
- Erupție a vulcanului Solfatara di Pozzuoli, în Italia.
- Lucrătorii manuali din Milano se asociază în cadrul Credenza di Sant'Ambrogio, în vreme ce burghezii constituie alianța La Motta.
- Regele Filip August al Franței anexează teritoriul Auvergne-ului.
- Rudolf "cel Bătrân" de Habsburg trece din tabăra guelfilor în cea a ghibelinilor.
- Temugin (Genghis Han), aliat cu alte triburi mongole, participa la înfrângerea tătarilor, ca vasal al căpeteniei Toghril.

## Arte, Știință, Literatură și Filozofie
- Este redactată "Cronica Kievului" de către călugărul Moise.

## Înscăunări
- 8 ianuarie: Papa Inocențiu al III-lea (n. Lotario de' Cont), (1198-1216)
- 6 martie: Filip de Suabia, rege al Germaniei (1198-1208)
- 16 aprilie: Leopold al VI-lea de Babenberg, duce de Austria (1198-1230).
- 9 iunie: Otto al IV-lea de Braunschweig, rege al Germaniei (1198-1215)
- 15 august: Ottokar I, rege al Boemiei (1198-1230)
- 29 noiembrie: Malik al-Mansur, sultan de Egipt.

### Nedatate
- ianuarie: Amalric al II-lea, rege Ierusalimului (1198-1205).
- Tsuchimikado, împărat al Japoniei (1198-1210)

## Nașteri
- 24 august: Alexandru al II-lea, rege al Scoției (d. 1249).
- Ademar Jordan, poet și compozitor francez (d. 1212).
- Ertugrul, fondatorul dinastiei otomane (d. 1281).
- Ferdinand al III-lea, rege al Castiliei până în 1230 și al Castiliei și Leonului începând cu 1230 (d. 1252).
- Ramon Berengar al IV-lea, conte de Provence (d. 1245).

## Decese
- 8 ianuarie: Papa Celestin al III-lea (n. Giacinto Bobone), 91 ani (n. 1106)
- 16 aprilie: Frederic I, duce de Austria (n.c. 1175)
- 27 noiembrie: Constance, regentă a regatului Siciliei (n. 1154)
- 29 noiembrie: Al-Aziz Uthman, sultan al Egiptului (n. 1171)
- 2 decembrie: Ruaidri Ua Conchobair, 82 ani, rege al Irlandei (n. 1116)
- 11 decembrie: Averroes (Abū l-Walīd Muhammad ibn Ahmad ibn Muhammad ibn Rushd), 72 ani, filosof, medic, teolog, jurist arab (n. 1126)
- Eustațiu de Salonic, cronicar bizantin (n. 1110)

- William de Newburgh, cronicar englez (n. 1135)